# Fort.Missia
Fort.Missia – początkowo ukraiński festiwal sztuki (głównie muzyki), który odbywał się obok wioski Popowice blisko granicy ukraińsko-polskiej. Później festiwal pod tą nazwą odbywał się tylko po stronie polskiej. Na skutek ograniczeń budżetowych od roku 2013, strona ukraińska połączyła się z festiwalem „Franko Fest”, tworząc nową formę pod nazwą: „Franko Missia”.
Nazwa festiwalu pochodzi od miejsca, gdzie festiwal się odbywa. W pobliżu znajdują się fortyfikacje, znane jako Twierdza Przemyśl. Wejście na teren festiwalu jest bezpłatnie.
Ideą przewodnią festiwalu jest „sztuka na ruinach wojny”. Jeden z organizatorów, Jurko Vovkohon, powiedział: „My żyjemy i musimy tworzyć, pamiętając o odpowiedzialności za swoje życie i za życie innych”.
Uczestnicy festiwalu są przeważnie z Ukrainy i Polski. Kuratorem części artystycznej jest Włodko Kaufman. W 2010 roku na festiwal przyjechało blisko 15 tys. ludzi.

## Uczestnicy

### 2009
10-11 lipca 2009: Zsuf, Gorgišeli, Zeleni Sestry, Mertwyj Piweń, Płacz Jeremiji, ShockolaD, Dalai Lama, Dyvni, Voo Voo (Polska).

### 2010
2-4 lipca 2010: Mertwyj Piweń, Tartak, Let Me Introduce You to the End (Polska/USA), Propala Hramota, Če-Če, Zapaska, Rutenija, KoraLLi, Jack-o'-lantern, Gorgišeli, ShockolaD, Banda ARKAN, KOKA (Polska), Samba Sim (Polska), Miąższ (Polska), Joke (Polska), Pigs Like Pigeons (Polska), Słoma i Przedwietrze (Polska), Black Snake (Polska).

### 2011
1—3 lipca 2011: Haydamaky, Mertwyj Piweń, Perkałaba, ShockolaD, Let Me Introduce You to the End (Polska/USA), Big Fat Mama (Polska), Vivienne Mort, Jack-o'-lantern, Abu-Kasymovi kapci, NiagAra, Oratanija, ANNA, Bazooka Band, Swamp FM, Xuč.

### 2012
21 lipca 2012: Gycz Orchestra (Ukraina), Miąższ, Beer Blues Band, Adam Hajduk, Pigs Like Pigeons ,Chór Gospel „Twoje Niebo”, PECTUS & FILIP MONIUSZKO, DJ Bleiz + Iwona Wątróbska Live Sax.

### 2013
20 lipca 2013: Kalekcija (Kharkiw), Marinita & Agabeyli Brothers (Ukraina - Azerbejdżan), Łemkowina Plus (Cisna), Pigs (Przemyśl), Musa Ler (Armenia), Marcepan & Marecki.